# Chammes
Chammes foi uma comuna francesa na região administrativa de Pays de la Loire, no departamento de Mayenne. Estendia-se por uma área de 21,06 km². Em 2010 a comuna tinha 334 habitantes (densidade: 15,9 hab./km²).
Em 1 de janeiro de 2016, passou a formar parte da nova comuna de Sainte-Suzanne-et-Chammes.